# Giovanni Bonazza

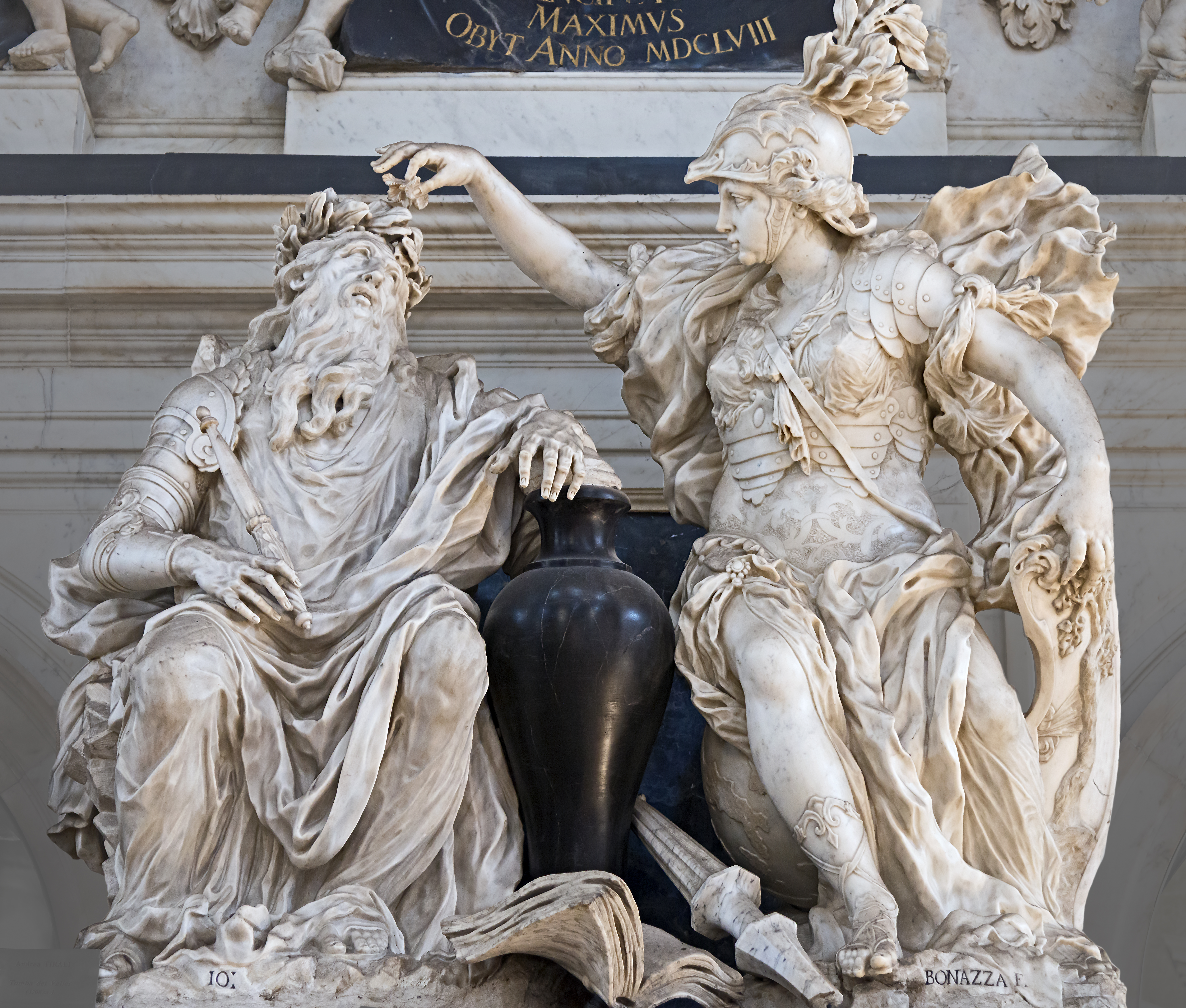
Virtù incorona il merito - San Zanipolo, Venezia

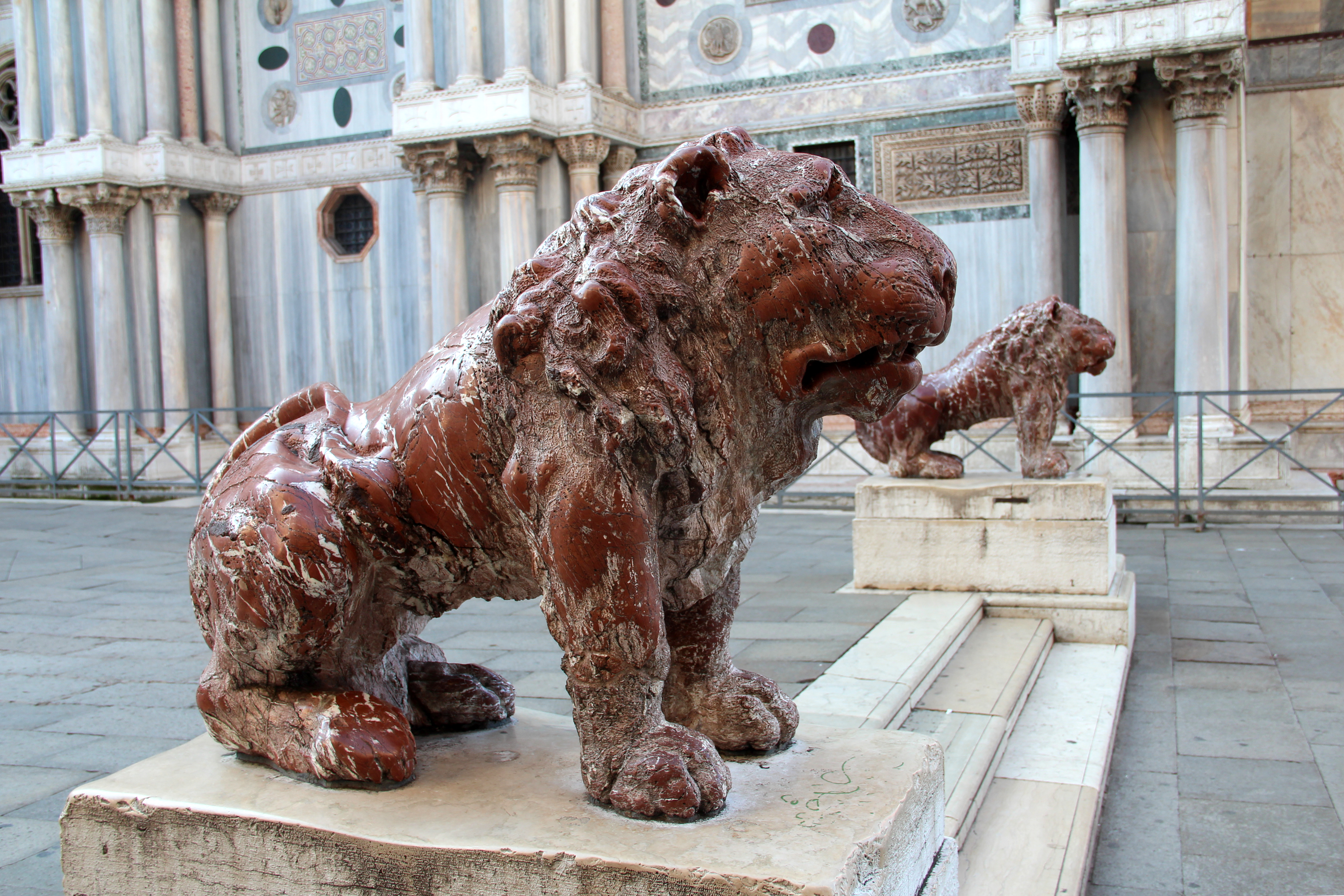
Leoni in marmo di Cottanello (1722) - Piazzetta dei Leoncini, Venezia

Giovanni Bonazza (Venezia, 1654 – Padova, 30 gennaio 1736) è stato uno scultore italiano.

## Biografia
Giovanni Bonazza fu il capostipite di una famiglia di scultori che operarono a cavallo del XVII e del XVIII secolo soprattutto in ambito padovano. Fu allievo di Giusto Le Court (a cui resterà sempre legato nello stile) e di Filippo Parodi e fu attivo a Venezia, Treviso, nel Polesine e soprattutto a Padova, dove si trasferì nel 1696 o nel 1697. Ebbe numerosi figli, tra i quali Francesco, Tommaso e Antonio, anche loro valenti artisti. 
Le sue qualità fondamentali sono il movimento, dovuto all'enfasi della linea e della luce, che dà una corposità agitata, ma sostanzialmente tenera, una più lieve interpretazione del chiaroscuro e una vibrazione meno nervosa di quella appresa dal Parodi.
I suoi primi lavori riguardarono i monumenti funebri dei Valier a San Giovanni e Paolo e a Girolamo Garzoni (1689 ca.) ai Frari.
Al periodo giovanile appartiene il gruppo scultoreo della Madonna della Cintura tra i santi Monica e Agostino, conservato nella parrocchiale di Gardigiano, e il Monumento ad Alessandro VIII, realizzato per il duomo di Treviso. Ricollegabile alla Madonna della Cintura è la Vergine del Carmelo, nella chiesa di Sant'Agnese a Treviso: una scultura corposa, ma pervarsa da una vivacità epidermica, che già porta l'espressione su un piano più mobile e commosso, introducendo nella maniera un significato intimo e profondo.
A Padova, da ricordare lʾaltare dell'Addolorata nella chiesa dei Servi, l'altare di S. Antonio del duomo di Montagnana, i Santi della collegiata di Candiana, gli Angeli dell'altar maggiore della chiesa di Sant'Agostino a Bovolenta. Lavorò anche alla Basilica del Santo.
La sua opera si rivolse anche ai privati e, seguendo la moda del tempo, realizzò, tra le altre, alcune statue del Giardino d'estate a San Pietroburgo, gli Indios di Villa Breda di Ponte di Brenta e le statue allegoriche per le scuderie di villa Pisani a Stra.